# 蘭帕區 (蘭帕省)

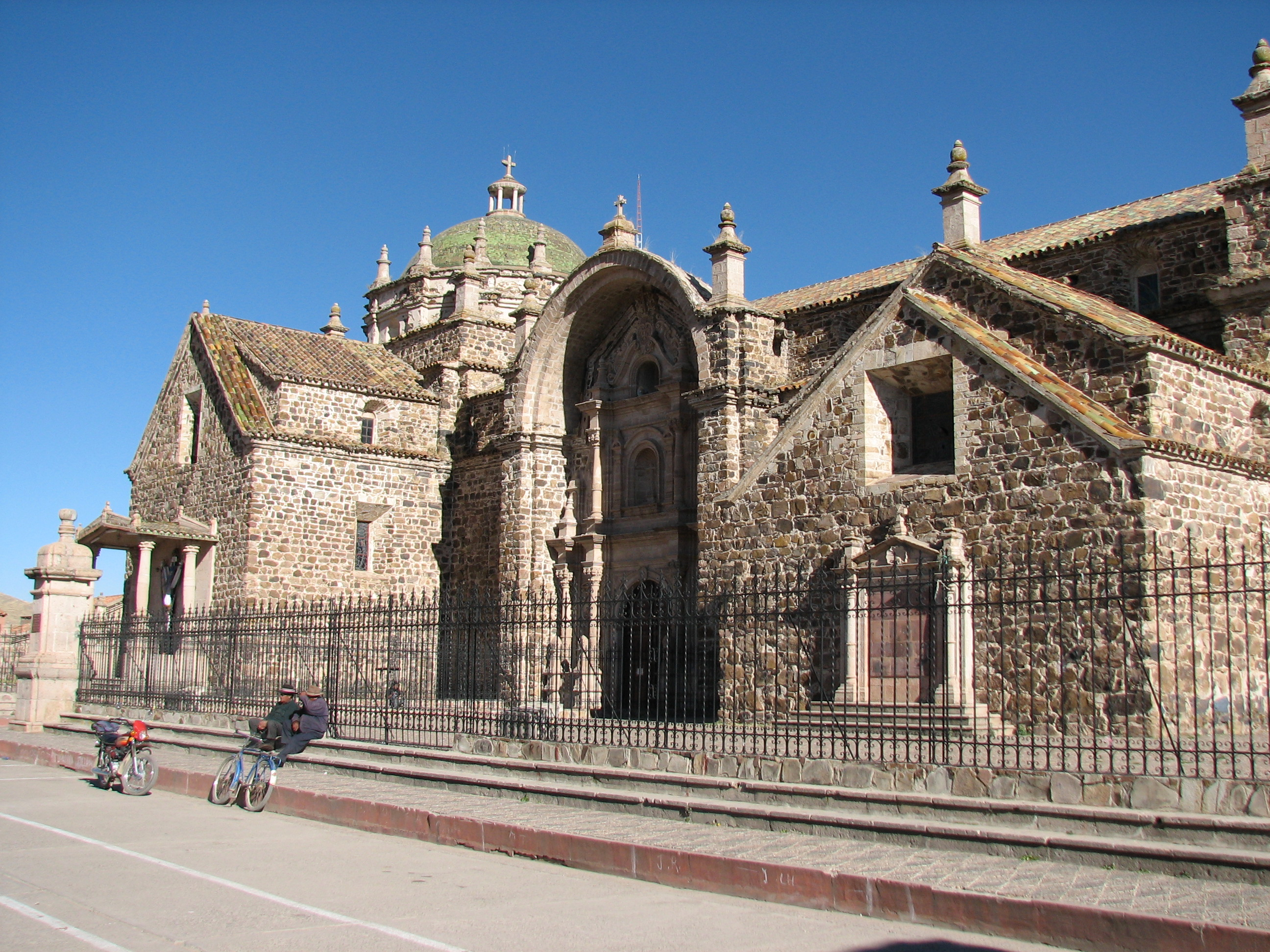

蘭帕區（西班牙語：Distrito de Lampa），是秘魯的一個區，位於該國東南部普諾大區的蘭帕省，面積675.82平方公里，海拔高度3,892米，2005年人口11,202人，人口密度為每平方公里17人。